# Рамла (сеньория)
Сеньория Рамла или Рама (Rames) — государственное образование крестоносцев в составе графства Яффа и Аскалон. Вассал Иерусалимского королевства. Столица — город Рамла, другие центры — Лидда и Ибелин.
После Первого крестового похода Рамла (или, как её ещё называли, Аримафея) некоторое время управлялась епископом Рамлы и Лидды. Лидда была захвачена во время крестового похода, тогда как Рамла была занята крестоносцами только в 1101 году. Это был важный пункт на дороге из Иерусалима в порт Аскалон, который защищала крупнейшая в Палестине крепость Фатимидов.
Неизвестно, когда Рамла стала отдельной сеньорией, хотя известен Балдуин из Рамлы, влиятельный барон, имевший обширные владения в первые годы существования королевства. В 1126 году Рамла стала частью графства Яффа, отдельный феод был создан в 1134 году, после мятежа Гуго II де Пюизе. Первым сеньором стал Балдуин II.
Дочь Балдуина вышла замуж за Барисана Ибелина и принесла владение сеньорией в род Ибелинов. Как и практически все владения крестоносцев, Рамла была захвачена Саладином в 1187 году, хотя за 10 лет до этого в 1177 году именно на равнинах Рамлы в битве при Монжизаре король Балдуин IV Прокажённый с очень маленьким войском (~3,5 тыс. воинов) разгромил огромную армию самого Саладина (18-26 тысяч человек).
В 1229 году Ибелины на 30 лет вернули себе владение Рамлой. Хотя формально Рамла являлась отдельной сеньорией, на практике она, как и другие владения Ибелинов, возвращённые в течение Третьего крестового похода, стала к середине XIII века неотделимой частью графства Яффа и Аскалон.

## Сеньоры Рамлы
- Роберт из Руана, епископ (1099—1102)
- Балдуин I из Рамлы, каштелян (ок. 1102—1134), сеньор (1134—1138)
- Регинар из Рамлы (1138—1147)
- Балиан I Ибелин Старый (1148—1150)
- Гуго (ок. 1154)
- Петр (ок. 1159)
- Гуго Ибелин (ок. 1151—1170)
- Балдуин Ибелин (1170—1186)
- Томас Ибелин[нем.] (умер в 1188; фактически управлялось Балианом II Ибелином с 1186 по 1193)
  - синьория оккупирована мусульманами (1187—1229)
  - домен Иерусалимского королевства (1229—1244)
- Жан I Ибелин Старый (1244—1260)